# Nuevo Naranjo
Nuevo Naranjo är en ort i Mexiko.   Den ligger i kommunen Tecpatán och delstaten Chiapas, i den sydöstra delen av landet, 700 km öster om huvudstaden Mexico City. Nuevo Naranjo ligger 208 meter över havet och antalet invånare är 1 119. Den ligger vid sjön Presa Nezahualcoyotl.
Terrängen runt Nuevo Naranjo är huvudsakligen kuperad, men åt sydväst är den platt. Nuevo Naranjo ligger nere i en dal. Runt Nuevo Naranjo är det ganska glesbefolkat, med 42 invånare per kvadratkilometer. Närmaste större samhälle är Tecpatán, 13,1 km öster om Nuevo Naranjo. I omgivningarna runt Nuevo Naranjo växer huvudsakligen savannskog.